# Cieśnina Jukatańska

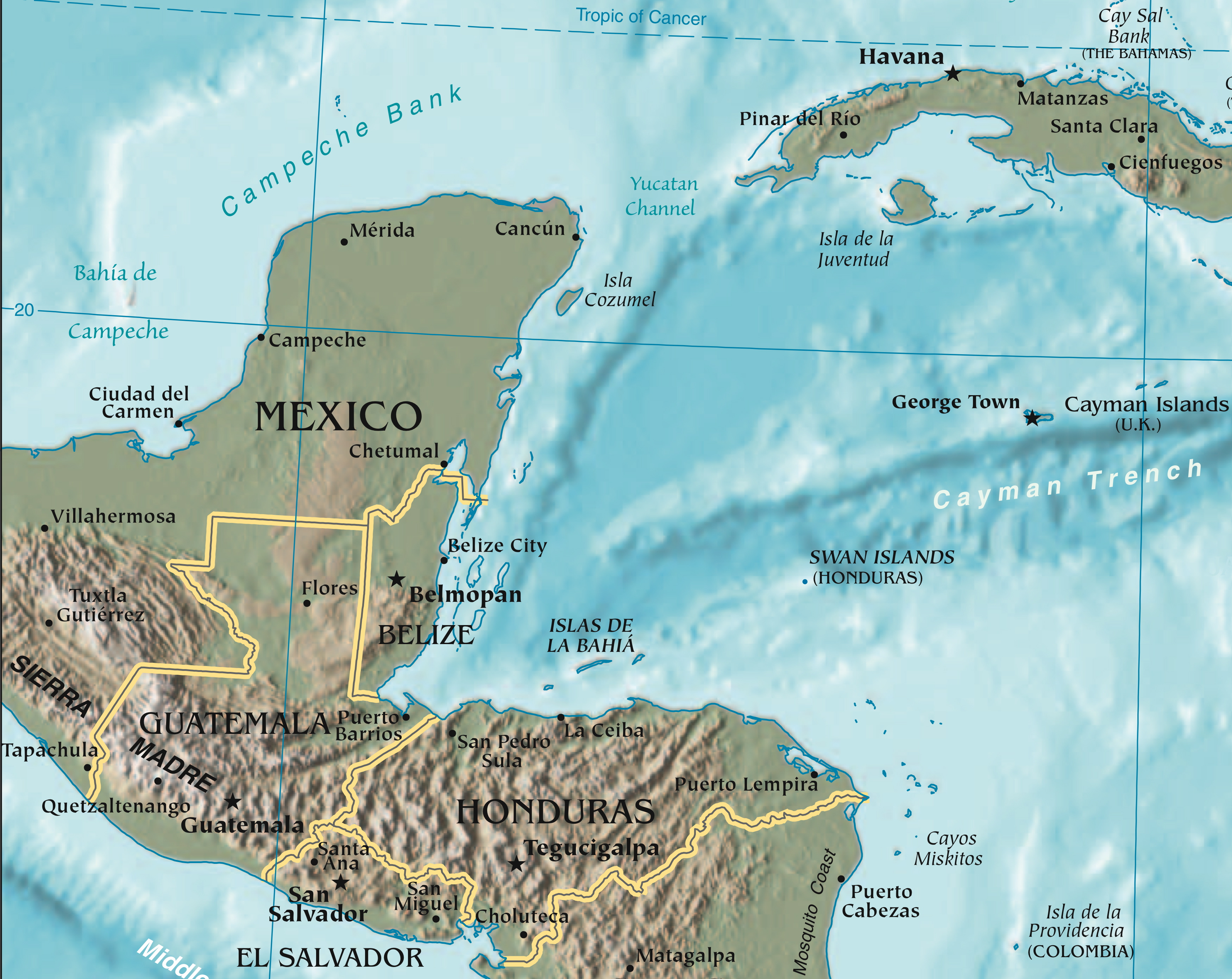
Mapa regionu

Cieśnina Jukatańska – cieśnina na Oceanie Atlantyckim pomiędzy półwyspem Jukatan a Kubą. Łączy Basen Jukatański na Morzu Karaibskim z Zatoką Meksykańską.
- szerokość: ok. 217 km (między przylądkiem Catoche na półwyspie Jukatan a przylądkiem San Antonio na Kubie)
- głębokość: do 2779 m